# Pierre Brunet (Ruderer)
Pierre André Brunet (* 27. Februar 1908 in Lyon; † 12. Mai 1979 ebenda) war ein französischer Steuermann.

## Biografie
Pierre Brunet gewann als Steuermann von André Giriat und Anselme Brusa bei den Ruder-Europameisterschaften 1931 die Goldmedaille im Zweier mit Steuermann. Im Folgejahr konnte das Trio bei den Olympischen Sommerspielen in Los Angeles im Zweier mit Steuermann die Bronzemedaille gewinnen. Außerdem gelang den drei Ruderern 1927 und 1931 der Sieg bei den Französischen Meisterschaften.